# Doppelsternhaufen

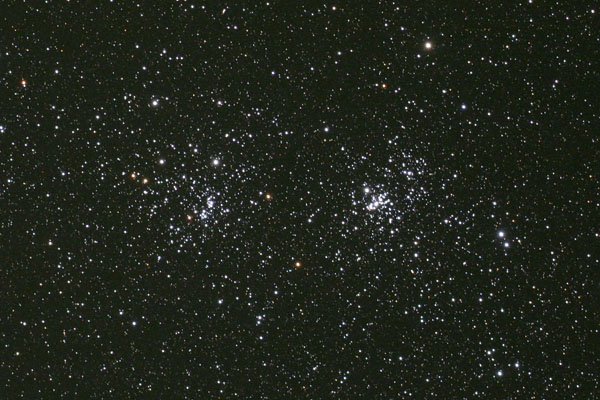
Der galaktische Doppelsternhaufen h/χ Persei. Bildausschnitt ca. 1,5×2°

Als Doppelsternhaufen werden zwei im Sternbild Perseus nahe benachbarte Offene Sternhaufen bezeichnet. Am häufigsten wird das Wort für die zwei hellen Sternhaufen h und χ Persei unserer Galaxis verwendet, die schon freiäugig als verwaschene Nebelflecken im Sternbild Perseus erkennbar sind.
Sie haben jeweils 0,5° Durchmesser und die Helligkeit ist von fünfter bzw. sechster Größe. Obwohl schon seit der Antike bekannt, sind sie nicht im Messier-Katalog enthalten; im New General Catalogue haben sie die Nummern NGC 884 und NGC 869. Beide sind mit geschätzten 6 bis 12 Millionen Jahren vergleichsweise junge Sternentstehungsgebiete, die beide möglicherweise aus einer riesigen Molekülwolke entstammten.
Die genauen Strukturen und Bewegungsverhältnisse bis zu etwa 200 pc (650 Lichtjahre) wurden 2019 von ESO-Astronomen mit Daten des Astrometriesatelliten GAIA untersucht. Demnach sind beide Sternhaufen von je einem 6–8 Mal größeren Halo umgeben, in dem sich primordiale Stern-Strukturen und Filamente finden. Die Gezeitenkräfte, die zur allmählichen Auflösung solcher Sternentstehungsgebiete führenj, sind offenbar komplexer als früher gedacht.
Sogar zwei helle Doppelsternhaufen befinden sich in unserer Nachbargalaxie Große Magellansche Wolke. Der bekanntere heißt nach seinem Entdecker Hodge 301. Er entstand aus einer Gaswolke des gewaltigen Tarantelnebels und gilt als eine der aktivsten Regionen für jüngste Sternentstehung.